# Iowa
Iowa [ájova] je zvezna država ZDA. Ime je dobila po Indijancih Iowa.